# Pseudorasbora parva
Pseudorasbora parva е вид лъчеперка от семейство Шаранови (Cyprinidae). Видът не е застрашен от изчезване.

## Разпространение
Разпространен е в Китай, Монголия, Русия, Северна Корея и Япония. Внесен е в Австрия, Азербайджан, Албания, Алжир, Армения, Афганистан, Белгия, България, Великобритания, Германия, Гърция, Дания, Иран, Испания, Италия, Казахстан, Киргизстан, Лаос, Нидерландия, Полша, Провинции в КНР, Румъния, Словакия, Сърбия, Тайван, Туркменистан, Турция, Узбекистан, Унгария, Фиджи, Франция, Чехия и Швейцария.

## Описание
На дължина достигат до 11 cm.
Продължителността им на живот е около 5 години.